# Antrim (Regno Unito)
Antrim (in irlandese Aontroim; IPA [ˈeːnˠt̪ˠɾˠɪmʲ]) è una città del Regno Unito, capoluogo del distretto nordirlandese di Antrim e Newtownabbey.
Il suo nome in lingua irlandese significa "cresta solitaria".